# Cricotopus bifurcatus
Cricotopus bifurcatus är en tvåvingeart som beskrevs av Peter Scott Cranston och Oliver 1988. Cricotopus bifurcatus ingår i släktet Cricotopus och familjen fjädermyggor.
Artens utbredningsområde är British Columbia. Inga underarter finns listade i Catalogue of Life.